# Округ Кидер (Северна Дакота)
Кидер (енгл. Kidder County) је округ у америчкој савезној држави Северна Дакота.

## Демографија
По попису из 2010. године број становника је 2.435, што је 318 (-11,6%) становника мање него 2000. године.
| Група             | 2000.         | 2010.         |
| Белци             | 2.723 (98,9%) | 2.329 (95,6%) |
| Афроамериканци    | 5 (0,2%)      | 6 (0,2%)      |
| Азијати           | 2 (0,1%)      | 22 (0,9%)     |
| Хиспаноамериканци | 16 (0,6%)     | 71 (2,9%)     |
| Укупно            | 2.753         | 2.435         |